# 特拉姆斯湖
53°48′52″N 11°37′09″E / 53.81449°N 11.61903°E
特拉姆斯湖（德語：Tramser See），是德國的湖泊，位於該國東北部梅克倫堡-前波美拉尼亞州，由西北梅克倫堡縣負責管轄，長0.8公里、寬0.5公里，面積0.26平方公里，海拔高度32米。